# Саганаки
Саганаки (греч. Σαγανάκι) — традиционная греческая сырная закуска, которая жарится на сковороде или запекается на гриле.

## Изготовление
Для изготовления могут использоваться различные сыры, например, кефалотири, фета или халуми.
Название блюда происходит от греческого наименования сковородки с двумя ручками, на которой обычно и жарится сыр (в оливковом масле). При жарке могут добавляться дополнительные составляющие, такие как креветки и мидии. Готовое блюдо, как правило, подаётся с ломтиком лимона и с хлебом.
В американских и канадских ресторанах греческой кухни сложился обычай подачи к столу «пылающего саганаки», который заливают свежевыжатым лимонным соком. Считается, что этот обряд возник в 1968 году в чикагском ресторане «Парфенон».